# Pactum in favorem tertii
Pactum in favorem tertii – (łac.) umowa na rzecz osoby trzeciej. Zazwyczaj nie jest to samodzielna umowa (jej przedmiotem nie jest tylko świadczenie na rzecz osoby trzeciej), lecz raczej konstrukcja, którą strony posłużyły się przy kreowaniu stosunku zobowiązaniowego, stanowiąca jeden z jego elementów.
Pactum in favorem tertii przybiera postać postanowienia umownego, wyrażonego w formie klauzuli umownej, przez którą strony zmieniają podmiot uprawniony do odbioru świadczenia. Dłużnik, zamiast świadczyć do rąk wierzyciela, jak w typowym stosunku obligacyjnym, jest zobowiązany spełnić świadczenie na rzecz osoby trzeciej.
Osoba trzecia nie jest jednak – co do zasady – stroną umowy zawartej przez wierzyciela (zastrzegającego) i dłużnika (przyrzekającego), choć uczestniczy w wykreowanym przez nich stosunku zobowiązaniowym. Zawarta umowa nie wymaga akceptacji ze strony osoby trzeciej. Taka konstrukcja stanowi wyłom od klasycznej zasady prawa umów mówiącej, że skutki umowy mogą dotyczyć wyłącznie jednej z jej stron (łac. inter partes).
W kodeksie cywilnym, pactum in favorem tertii została uregulowana w art. 393.
 Zapoznaj się z zastrzeżeniami dotyczącymi pojęć prawnych w Wikipedii.